# Rosalie Matondo

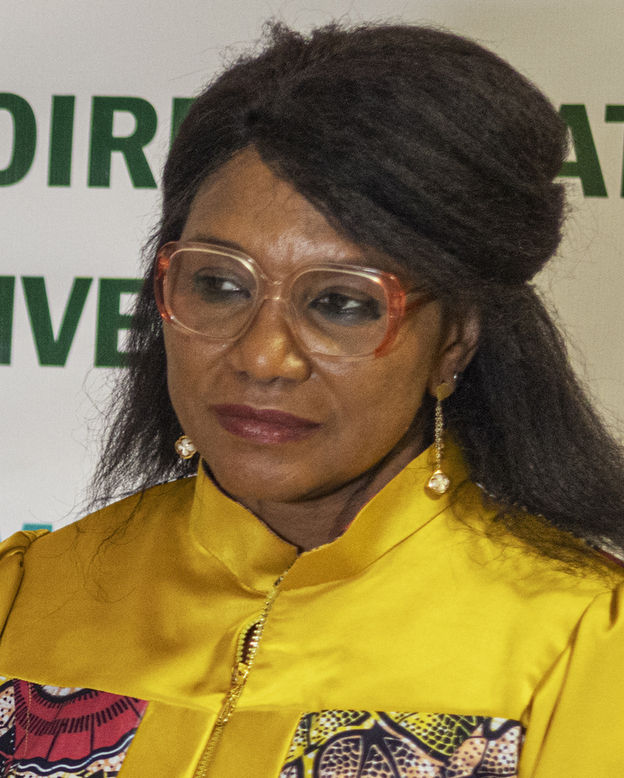
Rosalie Matondo - 2023

Rosalie Matondo (geb. 18. April 1963 in N’Djamena (Fort-Lamy), Tschad) ist eine kongolesische Agraringenieurin und seit 7. Mai 2016 die amtierende Forstministerin. Sie war zuvor Koordinatorin des „National Program of Afforestation and Reforestation“ (PRONAR) im gleichen Ministerium (2011–2016), sowie Beraterin des Präsidenten (2013–2016).

## Leben
Rosalie Matondo wurde am 18. April 1963 in N’Djamena (damals Fort-Lamy) im Tschad geboren. Sie studierte am Lycée de la Révolution, wo sie 1983 ein Baccalauréat scientifique erwarb. Dann ging sie nach Bulgarien, wo sie durch die Bulgarische Akademie der Wissenschaften weiter studierte. Sie forschte am Department für Genetik des Higher Institute of Science Agronomy in Plowdiw. Sie erhielt 1989 das Diploma in Agrarwissenschaften. 1993 folgte ein Diplom in Pflanzen-Biotechnologie.
1994 kehrte sie in den Kongo zurück, wo sie in einem Vitro-Kultur-Labor arbeitete, welches bis dahin von französischen und englischen Forschern geleitet worden war, die jedoch Brazzaville verlassen mussten aufgrund des Bürgerkrieges. Matondo kultivierte tropische Pflanzen. 1995 schloss sie sich dem French Center for Agricultural Research for Development (CIRAD) als Forscherin in Forstwissenschaften an. An der National School of Forest Administration (ENSAF - früher: Institute of Rural Development) arbeitete sie zugleich als Forschungsprofessorin. 2007 wurde sie als Leiterin des nationalen Wiederaufforstungsprogrammes berufen.

### Politik
Im Januar 2013 wurde Matondo zur Beraterin des kongolesischen Präsidenten Denis Sassou-Nguesso sowie zur Leiterin der Abteilung für Forstökonomie, nachhaltige Entwicklung, Umwelt und Lebensqualität ernannt.
Am 30. April 2016 trat sie der kongolesischen Regierung als Ministerin für Forstwirtschaft, nachhaltige Entwicklung und Umwelt bei und ersetzte Henri Djombo, der dieses Amt 18 Jahre lang innehatte. Sie wurde am 7. Mai ins Amt eingesetzt.
Im Juni 2016 forderte sie im Rahmen des Weltumwelttages die Kongolesen auf, sich stärker im Kampf gegen Umweltzerstörung und Abholzung zu engagieren, und ermutigte sie insbesondere, die Verwendung von „Kaminen“ aus Lehm zu bevorzugen und den Verbrauch von Holz und Kohle zu reduzieren. Außerdem prangerte sie den illegalen Handel mit geschützten Arten an.
Im März 2017 war sie für die Einrichtung des „Blauen Fonds“ für das Kongobecken (Fonds bleu pour le Bassin du Congo) verantwortlich. Dieser auf der UN-Klimakonferenz in Marrakesch 2016 (COP22, Marokko) angekündigte 100-Millionen-Euro-Fonds wurde am 9. März in Oyo (Kongo) ins Leben gerufen und zielt darauf ab, „Projekte zur Erhaltung von Wasser und Wäldern sowie zur Förderung der Entwicklung vor Ort und der blauen Wirtschaft“ zu finanzieren.
Bei der Kabinettsumbildung vom 22. August 2017 wurde sie erneut in ihr Amt in der Regierung Clément Mouamba II berufen. Der Umweltbereich wurde ihm jedoch zu Gunsten der Tourismusministerin Arlette Soudan-Nonault entzogen. Im Jahr 2021 wurde sie erneut in die Regierung von Anatole Collinet Makosso berufen.

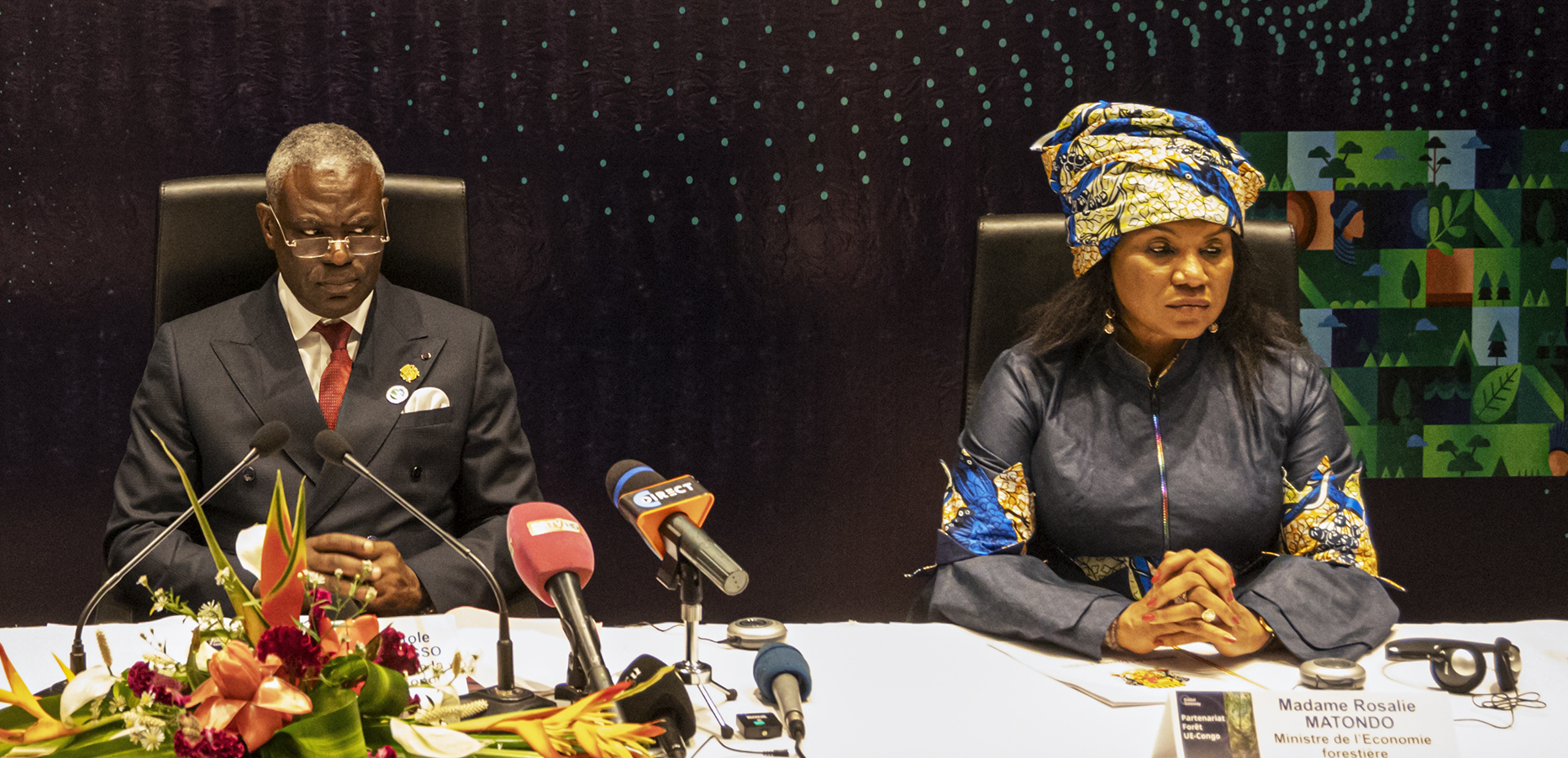
Rosalie Matondo (rechts) mit Premierminister Anatole Collinet Makosso beim Sommet des Trois Bassins.

Im Oktober 2023 unterzeichnete sie anlässlich des zweiten Sommet des Trois Bassins (Drei-Becken-Gipfels) ein Abkommen mit der Europäischen Union zur Mobilisierung von 25 Millionen Euro für den Schutz der Wälder des Kongo und die forstwirtschaftliche Forschung.